# 蓋伯爾巴赫河 (阿勒河支流)
46°57′40″N 7°22′44″E / 46.961°N 7.379°E

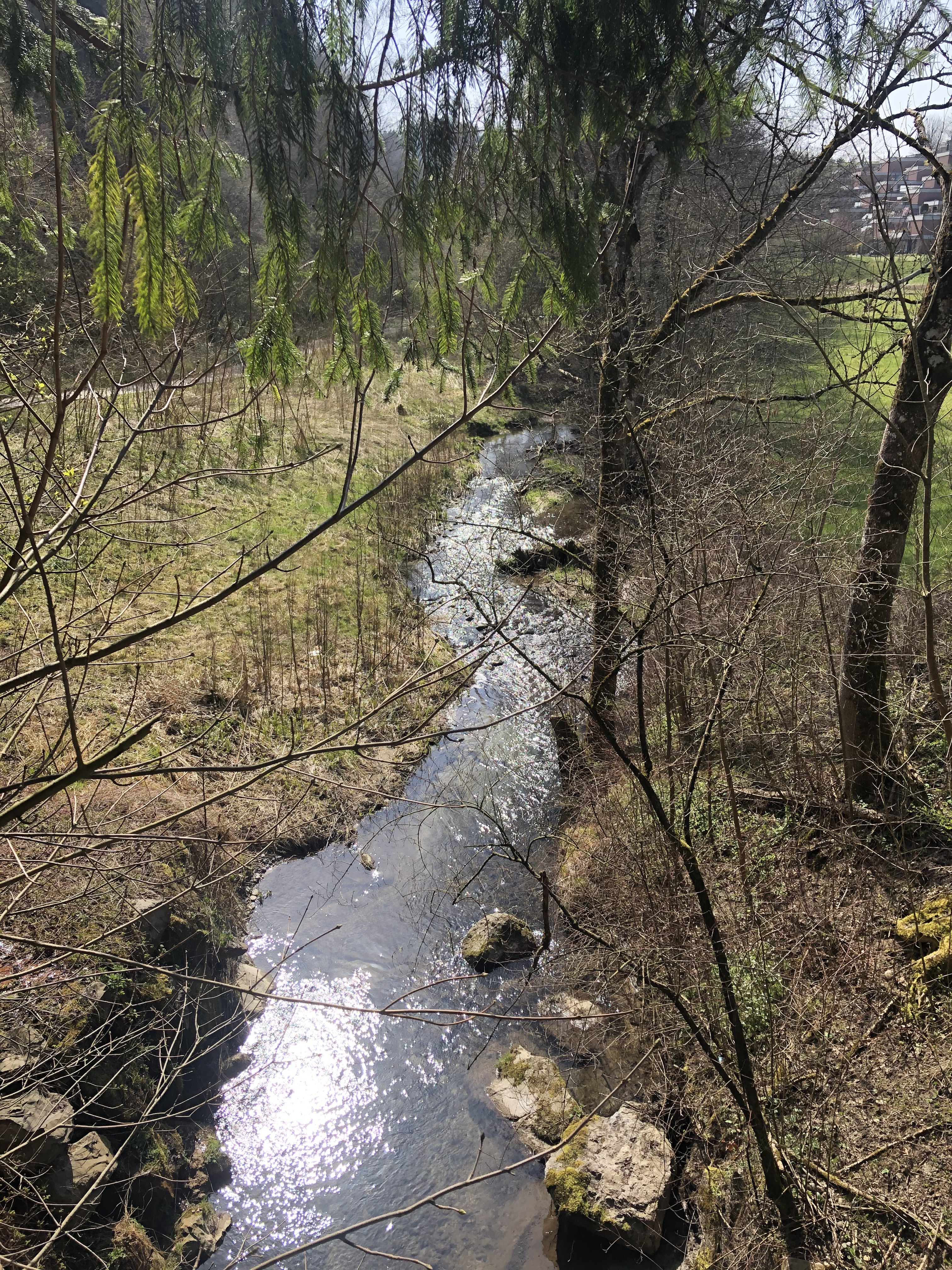

蓋伯爾巴赫河是瑞士的河流，位於該國中西部，流經伯恩州，處於瑞士高原，屬於阿勒河的左支流，河道全長12公里，流域面積26平方公里。